# Grande Arche
A La Grande Arche de la Défense vagy La Grande Arche de la Fraternité (a francia fraternité szó jelentése testvériesség), a köznyelvben gyakran csak Arche de la Défense vagy Le Grande Arche egy 110 méter magas épület (és egyben emlékmű) a La Défense negyedben, Puteaux-ban, Párizs egyik elővárosában. Annak a sugárútnak a vonalában helyezkedik el, amelyen az Arc de Triomphe is megtalálható 4 km távolságra – a Le Grande Arche ennek az építménynek a modern reinkarnációja.

## Története és leírása
1982-ben François Mitterrand francia elnök javaslatára nemzetközi építészeti versenyt hirdettek, amelyet egy dán páros, az építész Johan Otto von Spreckelsen (1929–1987) és a mérnök Erik Reitzel (1941–2012) terve nyert meg: egy olyan modern, 20. század végi diadalív, amely az Arc de Triomphe-al ellentétben nem a háborús győzelmeknek, hanem az emberiség humanitárius eszméinek állít emléket. Az építkezés 1985-ben vette kezdetét. Spreckelsen 1986 júliusában, nem sokkal halála előtt feladta a projektet, és minden hatáskörét a francia építészre, Paul Andreu-ra ruházta át, Reitzel viszont továbbra is dolgozott a projekten, egészen annak 1989-es befejezéséig.
Az elkészült épület minden dimenziójában (szélesség, magasság, mélység) megközelítőleg 110 méteres, amivel egy kocka (pontosabban egy hiperkocka vagy tesseract) alakját veszi fel háromdimenziós térben. Külső váza előfeszített betonból készült, amely üveggel és az olaszországi Carrarából származó márvánnyal van bevonva. A kivitelezésért egy francia polgári építészcsoport, a Bouygues felelt.
A Le Grande Arche hivatalos felavatására 1989 júliusában, a francia forradalom 200. évfordulóján került sor hatalmas katonai parádé mellett. Az építmény az Axe historique vagy Voie Triomphale nevű vonalon helyezkedik el, gyarapítva műemlékeinek sorát. (Az Axe historique lényege, hogy Párizs belvárosától nyugati irányban több kilométeren át egy vonalban helyezkednek el meghatározó épületek és építmények, többek között a Louvre, a Champs-Élysées sugárút – amely maga is jelentős részét teszi ki az Axe historique-nek –, az Arc de Triomphe vagy a Grande Arche.) Az Arche 6.33°-ot fordul el függőleges tengelye körül, amelynek építészeti okai vannak: a közvetlenül az építmény alatt elhelyezkedő metró- és RER-állomás, valamint egy nagyforgalmú autóút miatt csak így lehetett biztonságosan lerakni az építmény óriási alapjait. Emellett az Arche mélységét is kiemeli ez a megoldás, akárcsak a Louvre esetében. A fentebbi elhelyezése mellett különlegesség, hogy az Arche Párizs akkori két legmagasabb építményével, az Eiffel-toronnyal és a Tour Montparnasse-val is másodlagos tengelyben áll.
Az épület két oldalában kormányzati irodák találhatóak. 2010-ben egy áldozatokat nem követelő balesetet követően lezárták az építmény tetőrészét, és csak hét évnyi felújítás után nyitották meg ismét a látogatók előtt 2017-ben. A tetőről kiváló panoráma nyílik Párizsra, továbbá található rajta egy étterem és egy fotozsurnalizmusnak szentelt kiállítás is. Az épület déli részén található a Bureau d'Enquêtes sur les Événements de Mer (BEAmer), a francia haditengerészet balesetek kivizsgálásáért felelős részlegének központja.

## Galéria

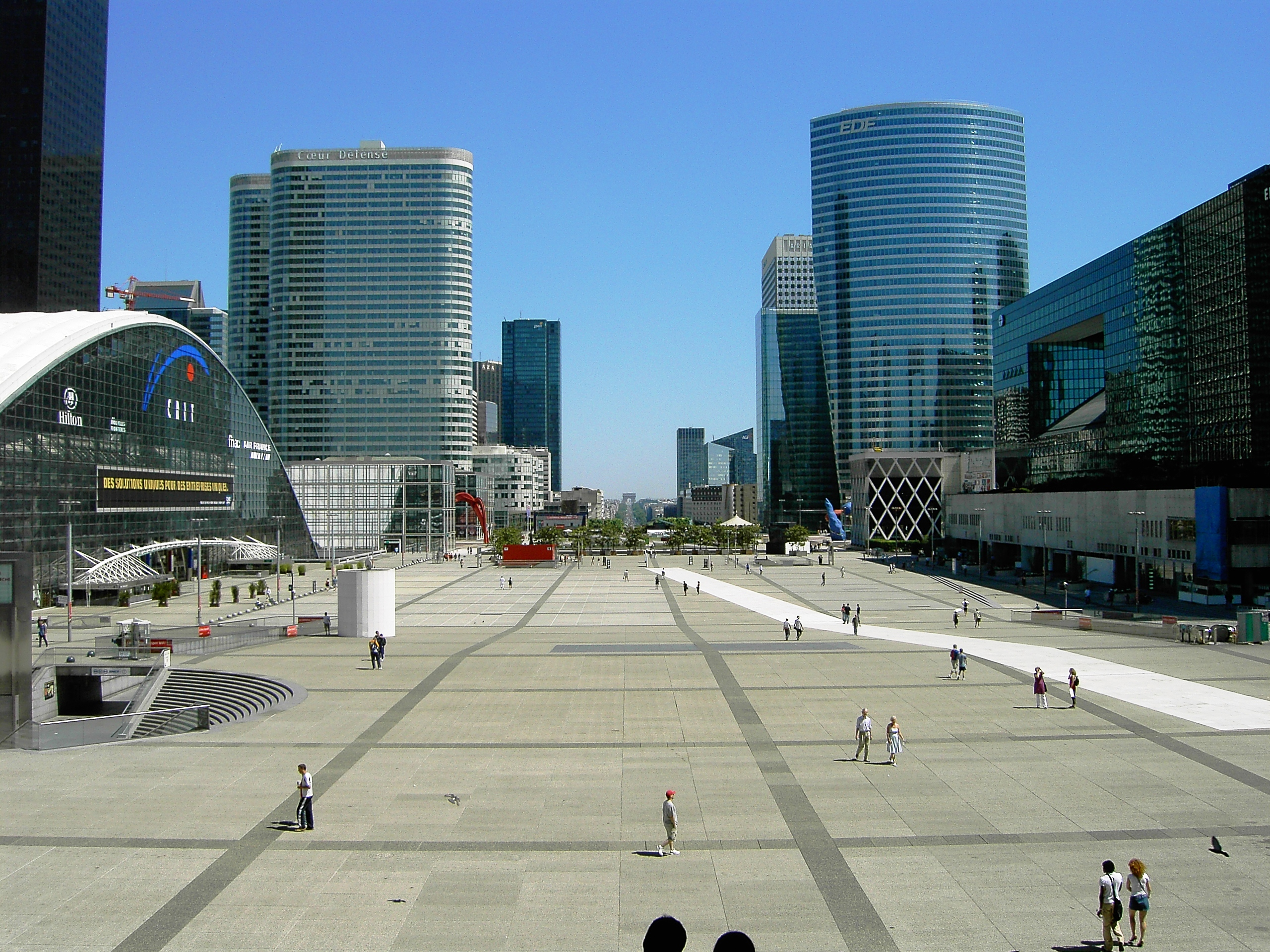
Kilátás az Arc de Triomphe irányába
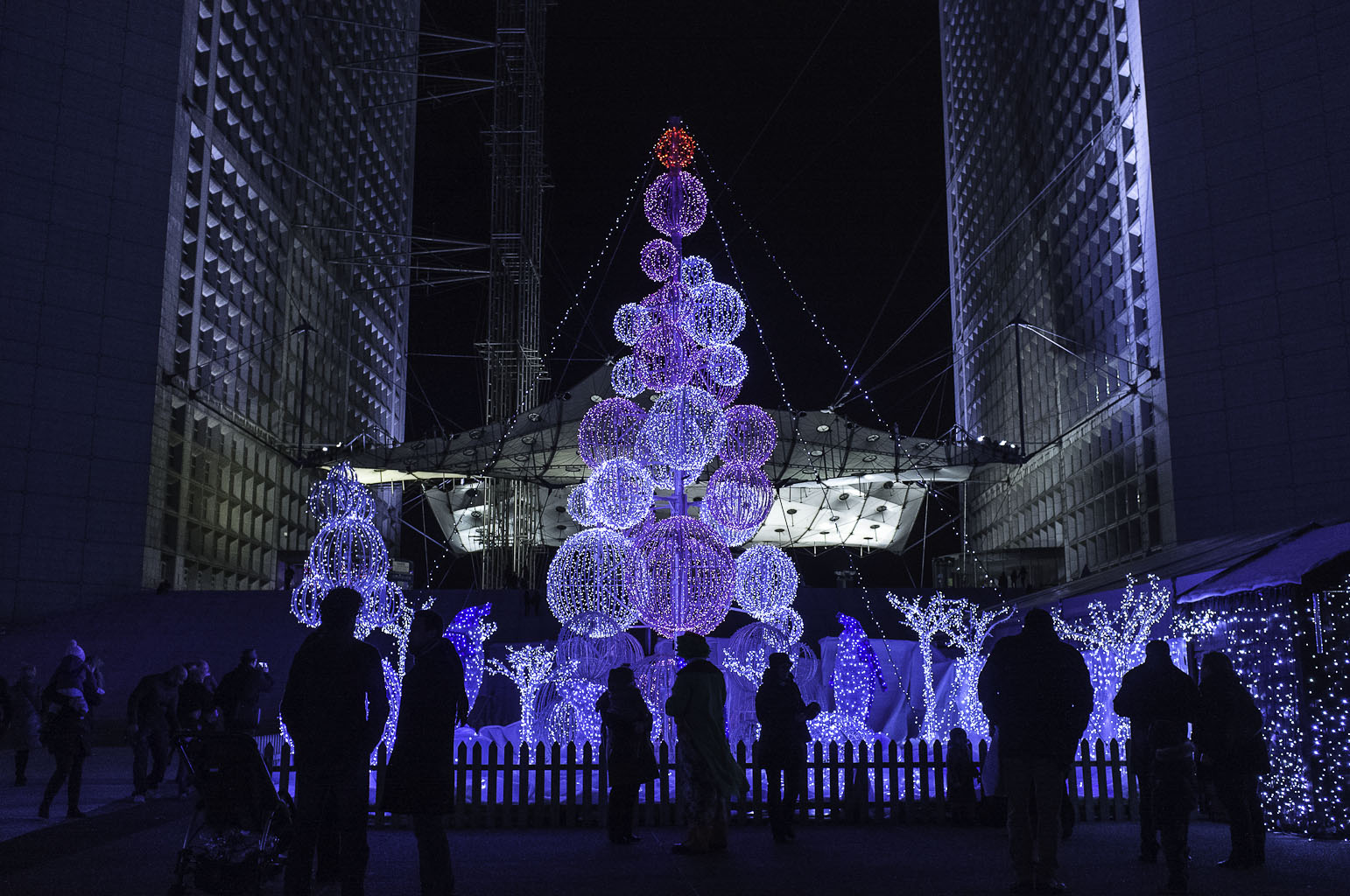
Karácsonyi díszben
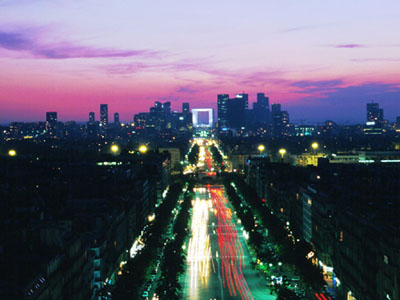
Az Arc de Triomphe irányából
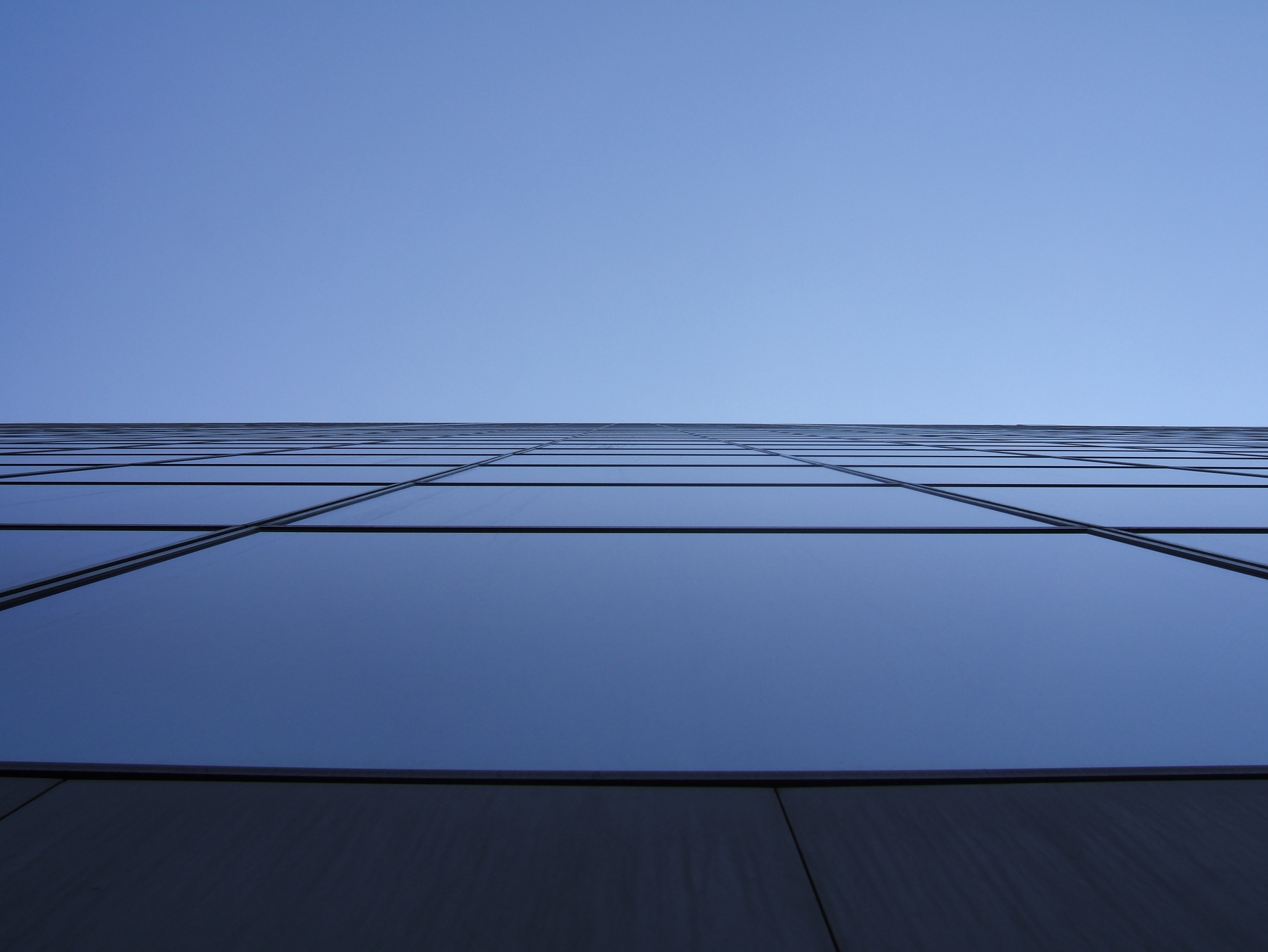
Az épület északi oldala

## Fordítás
- Ez a szócikk részben vagy egészben  a   Grande Arche című angol Wikipédia-szócikk ezen változatának fordításán alapul.  Az eredeti cikk szerkesztőit annak laptörténete sorolja fel. Ez a jelzés csupán a megfogalmazás eredetét és a szerzői jogokat jelzi, nem szolgál a cikkben szereplő információk forrásmegjelöléseként.